# John Zerzan
John Zerzan (né le 10 août 1943) est un auteur américain, philosophe du primitivisme (anarcho-primitivisme). Ses travaux critiquent la civilisation comme oppressante dans son essence, et défendent des modes de vie conçus comme plus libres tirant leur inspiration des chasseurs-cueilleurs préhistoriques. Zerzan va jusqu'à critiquer la domestication, le langage, la pensée symbolique (des mathématiques jusqu'à l'art) et le concept de temps.
Ses livres principaux sont Elements of Refusal (1988), Future Primitive and Other Essays (1994), Running on Emptiness (2002), Against Civilization : Readings and reflections (2005) et Twilight of the Machines (2008).

## Biographie

### Enfance
John Zerzan est né en 1943 à Salem dans l'Oregon, dans une famille d'immigrés originaire de Bohême. Il a étudié comme undergraduate à l’université Stanford avant de recevoir une maîtrise d'histoire de l’université d'État de San Francisco. Il a alors commencé un Ph.D. à l’université du Sud de la Californie mais a abandonné l'université avant de finir sa thèse.

### Pensée
Dans ses travaux, Zerzan s'inspire du concept de Theodor Adorno de dialectique négative pour élaborer une théorie de la Civilisation comme résultat agrégé d'un processus d'aliénation. Selon Zerzan, les sociétés humaines originelles de l'époque paléolithique, et aujourd'hui les sociétés similaires comme les Kung, les Bochimans et les Mbuti, vivent selon un mode de vie non-aliéné et non-oppressant fondé sur la société primitive d'abondance, en contact avec la nature. La construction de telles sociétés relève d'une forme d'utopie politique, ou tout du moins, d'une intéressante comparaison à partir de laquelle il est possible d'attaquer les sociétés actuelles (en particulier industrielles). Zerzan utilise des études anthropologiques sur de telles sociétés pour fonder une critique qui s’étend à de nombreux aspects de la vie moderne. Il dépeint les sociétés contemporaines comme un monde de misère fondé sur la construction mentale d'un sentiment de manque et de besoin
.
L'histoire de la civilisation est l'histoire de la renonciation et ce qui s'y oppose n'est pas le progrès. Il s'agit au contraire de la forme d'utopie qui émerge à vouloir en finir avec ce dernier
.
Zerzan est un anarchiste, largement associé aux tendances anarcho-primitivisme, de l'Écologie libertaire, anti-civilisation, de l'anarchisme post-gauchiste ainsi qu'à « l'incarnation ». Il rejette non seulement l'État, mais également toutes les formes de relations hiérarchiques ou d'autorité. « Plus simplement, "anarchie" signifie « absence de commandement ».

Ce qui implique un rejet non seulement du gouvernement mais également de toutes les autres formes de domination et de pouvoir ».
Le travail de Zerzan repose fortement sur un dualisme marqué entre les « primitifs » d'une part — vus comme non-aliénés, sauvages (et donc libres), sans hiérarchie, prompts au jeu et égalitaires sur le plan social — et les « civilisés » d'autre part — vus comme aliénés, suivant un mode de vie domestique (et donc mis en esclavage ou soumis), soumis à une hiérarchie structurée, obsédés par le travail et socialement discriminatoires. En conséquence, « la vie avant la domestication / l'agriculture était en fait largement une vie de plaisir, de contact avec la nature, de sagesse des sens, d'égalité sexuelle, et de bonne santé ».
Les déclarations de John Zerzan sur le statut des sociétés primitives sont fondées sur une interprétation des travaux d'anthropologues comme Marshall Sahlins et Richard B. Lee. La catégorie des primitifs est strictement restreinte pour Zerzan aux sociétés qui sont de purs chasseurs-cueilleurs sans agriculture ni élevage. Par exemple, l'existence d'une hiérarchie au sein des Indiens du Nord de la côte Est aux États-Unis, dont les principales activités étaient de pêcher et d'aller fourrager pour se procurer des vivres, est attribuée à leur comportement de domestication des chiens et leur culture du tabac. Son analyse est ainsi protégée des critiques comme celle de Murray Bookchin, qui se base sur des pratiques hiérarchiques, oppressives et portant atteinte à l'environnement qui sont le fait d'autres personnes qu'il regroupe sous le même nom de « primitifs ». Toutefois, ce choix a un coût puisqu'il restreint les références empiriques à un petit nombre de sociétés ayant existé et mène à une interprétation controversée des découvertes archéologiques.
John Zerzan appelle à un retour au primitivisme, c'est-à-dire à une reconstruction radicale de la société basée sur un rejet de l'aliénation et sur l'idéal de l'état sauvage. « Il se pourrait que notre unique espoir véritable soit le rétablissement d'une existence sociale de face-à-face, une décentralisation radicale, un démantèlement de la trajectoire dévorante, productionniste, aliénante, friande de nouvelles technologies qui cause tellement d'appauvrissement ». L'utilisation habituelle de preuves de type anthropologique est comparative et démonstrative - la nécessité ou la naturalité de certains aspects de la société moderne est mise en doute en mettant en lumière des contre-exemples dans les sociétés de chasseurs-cueilleurs. « La documentation toujours plus importante sur la préhistoire humaine en tant que très longue période de vie principalement non-aliénée présente un net contraste avec les sombres échecs de l'insoutenable modernité ». Il est difficile, par contre, de savoir si cela implique un ré-établissement des formes littérales de chasseurs-cueilleurs ou alors une forme plus large d'apprentissage s'appuyant sur les modes de vie afin de construire des relations sociales non aliénées.
Le projet politique de John Zerzan vise à l'élimination de toute technologie. Zerzan effectue la même distinction qu'Ivan Illich entre les outils qui restent sous le contrôle de l'utilisateur et les systèmes technologiques qui prennent le contrôle de l'utilisateur. Une différence entre les deux auteurs porte sur la division du travail à laquelle Zerzan s'oppose. Alors que les outils peuvent être utilisés par chacun dans une communauté (quoiqu'avec une variabilité dans le niveau de compétence), ce qui mène à une distribution équitable du pouvoir et à une situation d'autonomie individuelle, la technologie, quant à elle, requiert des connaissances spécialisées qui ne sont possédées que par une élite, qui possède alors automatiquement le pouvoir sur les autres utilisateurs. Ce pouvoir est l'une des sources de l'aliénation, en même temps que la domestication et la pensée symbolique.
La méthode typique de John Zerzan est de retenir une construction particulière de la civilisation (comme une technologie, une croyance, une pratique ou une institution) et de faire le compte-rendu de ses origines historiques, de ses supposés effets destructeurs et aliénants et enfin des contrastes qu'elle présente avec les expériences des chasseurs-cueilleurs. Dans son essai sur le nombre, par exemple, Zerzan commence par mettre en lumière le contraste entre d'une part le poids donné par les « civilisés » dans le fait de décompter et de mesurer et de l'autre l'importance donnée chez les « primitifs » au partage, en citant pour appuyer son argument les travaux de Dorothy Lee sur les habitants des îles Trobriand, avant de raconter l'histoire de l'essor du nombre par des étapes successives de domination étatique, à commencer par le désir des rois égyptiens de mesurer ce qu'ils dominaient. Cette approche est répétée pour le temps, les inégalités sexuelles, le travail, la technologie, l'art et le rituel, l'agriculture et la mondialisation. John Zerzan écrit également des textes plus généraux sur l'anarchisme et la théorie primitiviste,, des critiques d'auteurs perçus comme opposants, à l'image de Hakim Bey et Noam Chomsky, et enfin des commentaires culturels sur des programmes télévisés comme Star Trek.

### Apprentissage politique
En 1966, John Zerzan est arrêté à Berkeley lors d'une marche de désobéissance civile en opposition à la guerre du Viêt nam et passe deux semaines à la prison du comté de Contra Costa. Il prend la décision, après avoir été relâché, de ne plus jamais être arrêté de façon volontaire. Zerzan assiste à des événements organisés par l'écrivain Ken Kesey et son groupe des Merry Pranksters, et est également lié à la scène musicale du quartier de Haight-Ashbury à San Francisco où la contre-culture hippie s'exprimait par l'art psychédélique.
Vers la fin des années 1960, John Zerzan est travailleur social pour le compte de la ville de San Francisco. Frustré par sa vie banale de fonctionnaire à bas salaire, il participe à l'organisation d'un syndicat des travailleurs sociaux, le Social Service Employees Union (SSEU). Il en est élu vice-président en 1968 et président en 1969. Un groupe local, Contradiction, proche de l'Internationale situationniste l'attaque comme étant un bureaucrate de gauche. Il se radicalise progressivement et prend conscience de ce qu'il considère être le rôle contre-révolutionnaire du SSEU et des autres syndicats. Zerzan lit également de manière intensive la littérature situationniste, particulièrement influencé par Guy Debord.
En 1974, les éditions Black and Red Press et Fredy Perlman publient l'ouvrage Unions Against Revolution (« Les Syndicats contre la Révolution ») du théoricien espagnol d'extrême-gauche Grandizo Munis, qui comprend un article de John Zerzan, auparavant publié dans le journal Telos. Durant les vingt années suivantes, Zerzan est devenu intimement lié aux publications Fifth Estate, Anarchy: A Journal of Desire Armed, Demolition Derby et autres périodiques anarchistes. Après la lecture des travaux de Fredy Perlman, David Watson et d'autres auteurs, il en vient lentement à la conclusion que la civilisation en elle-même est la racine des problèmes du monde et qu'une société de chasseurs-cueilleurs représente le modèle le plus égalitaire pour les relations de l'homme avec ses congénères et avec la nature.

### Zerzan et «Unabomber»
Au milieu des années 1990, John Zerzan est devenu un proche de Theodore Kaczynski, connu sous le nom de « Unabomber », après avoir lu Industrial Society and Its Future (« La Société industrielle et son devenir »), aussi appelé Unabomber Manifesto (« Manifeste de Unabomber »). Zerzan a ainsi assisté au procès de Unabomber et a souvent discuté avec Kaczynski durant la procédure. C'est après cette relation avec Unabomber que les grands médias ont commencé à s'intéresser à Zerzan et à ses idées.
Dans son texte de 1995 « Whose Unabomber? », un an avant l'arrestation de Kaczynski, John Zerzan marque son soutien à la doctrine de Unabomber, tout en critiquant l'utilisation d'attentats.
« [...] l'envoi de dispositifs explosifs visant les agents qui créent la catastrophe actuelle est trop hasardeux. Des enfants, des postiers et d'autres personnes peuvent facilement se faire tuer. Même en admettant la légitimité de frapper dans le horror show de la haute technologie en terrorisant ses principaux architectes, les dommages collatéraux ne sont pas justifiables [...] »
Toutefois :
« Le concept de justice ne doit pas être négligé dans l'analyse du phénomène Unabomber. En fait, à l'exception de ses cibles, quand peut-on dire que les petits Eichmann qui préparent le meilleur des mondes ont jamais été amenés à rendre des comptes?... Est-il contraire à l'éthique d'essayer d'arrêter ceux dont les contributions amènent à une agression sans précédent contre la vie »
Deux ans plus tard, pourtant, dans son texte de 1997 intitulé « He Means It - Do You? », John Zerzan modifie quelque peu son point de vue :
« Avec Unabomber, une nouvelle limite a été franchie. Cette fois, les schiz-fluxer bohémiens, les yuppies verts, les anarcho-journalistes occasionnels, les organisateurs condescendants de la pauvreté, les nihilo-ascètes branchés et tous les autres « anarchistes » qui pensaient que leur prétentieux passe-temps continuerait indéfiniment sans opposition - eh bien, il est temps de choisir le camp dans lequel on se situe. Peut-être y a-t-il également un Rubicon de franchi à partir duquel aucun retour en arrière n'est possible ».

### Zerzan et l'anarcho-primitivisme du Nord-Ouest des États-Unis

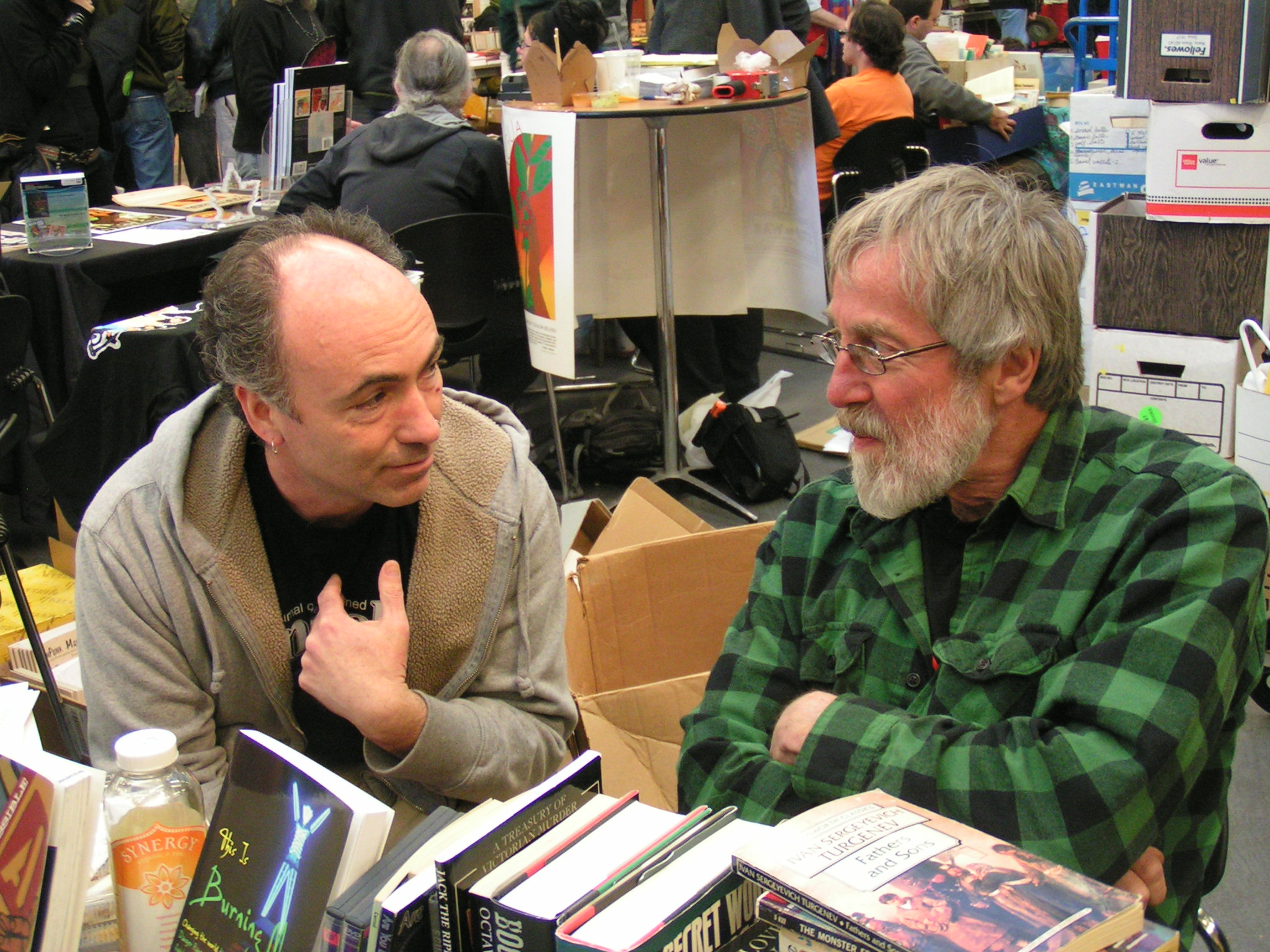
Lawrence Jarach et John Zerzan en 2010.

Le New York Times a publié en 1995 une interview pleine page de Zerzan. Un autre événement significatif qui l'a projeté dans la célébrité est l'association de son nom aux groupes anarchistes de Eugene (Oregon) qui sont plus tard devenus l'un des éléments moteur aux États-Unis dans l'utilisation de la tactique des black blocs durant les manifestations d'opposition à l'Organisation mondiale du commerce lors du sommet de Seattle (Washington) en 1999. Les anarchistes qui ont alors utilisé cette technique ont été considérés comme majoritairement responsables des nombreuses dégradations et destructions commises sur les vitrines de magasins de grandes chaînes (Gap, Levi's, McDonald’s) et à l'encontre d'agences bancaires.
La couverture des événements par les médias américains a déclenché une grosse controverse après les émeutes et John Zerzan a été l'un de ceux vers qui ils se sont tournés pour expliquer les actions réalisées par certains lors des manifestations. Après avoir ainsi gagné en notoriété publique, Zerzan a commencé à accepter de parler de ses engagements et à donner des interviews autour du monde pour expliquer l'anarcho-primitivisme. Récemment, Zerzan a été impliqué, quoi que de manière tempétueuse, avec la tendance de l'anarchie post-gauchiste (en), selon laquelle les anarchistes doivent rompre avec la gauche qu'ils considèrent comme embourbée dans l'idéologie et principalement intéressée par la prise du pouvoir étatique et l'écrasement de la liberté individuelle.
Zerzan est actuellement l'un des rédacteurs en chef de Green Anarchy, un journal d'anarcho-primitivisme et de pensée anarchiste insurrectionnelle. Il est aussi animateur sur Anarchy Radio à Eugene, sur la station de l'université d'État de l'Oregon KWVA. Il continue également de contribuer à Anarchy Magazine et quelques articles de sa main ont été publiés dans des magazines comme AdBusters. Il réalise de longues tournées de conférences autour du monde, et il est marié à une consultante indépendante pour musées et autres organisations à but non lucratif.

### Critiques

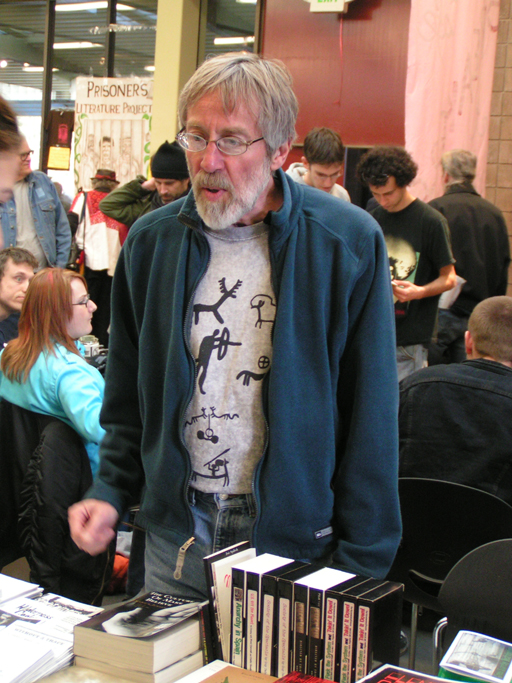
John Zerzan à San Francisco en 2006

John Zerzan reconnaît que les idéaux primitivistes sont difficiles à mettre en pratique, même pour les plus convaincus d'entre eux, ce sur quoi on l'a critiqué comme manquant d'un modèle concret de réalisation et réduisant de ce fait son primitivisme à un exercice purement théorique. Comme Zerzan l'a dit à un reporter : « C'est un immense défi. Vous avez ces idées géniales et grandioses, mais il faut bien les relier au monde concret, et nous le savons. Je ne sais pas comment ça va fonctionner. [Nous sommes] loin d'avoir atteint cette réalité et nous devons faire face à cela. Vous commencez à mettre en question les choses et à essayer d'élargir l'espace au sein duquel les gens peuvent dialoguer et soulever des questions qui n'ont pas été soulevées ailleurs. Mais nous n'avons pas de brouillons concernant ce que les gens devraient faire. »
De plus, certains déclarent que Zerzan cite souvent dans ses travaux les auteurs dans un mauvais contexte, ce qui peut mener à des conclusions fallacieuses, détournant les intentions premières de l'auteur cité. Par exemple : « En 1976, von Glasersfeld se demanda "si, dans un temps donné du futur, il semblera toujours aussi évident de penser que le langage a amélioré la survie de la vie sur cette planète" ».
Le lecteur ne reçoit aucune information qui pourrait expliquer qui est von Glaserfeld, quel est son domaine d'expertise, ou pourquoi son observation est pertinente dans le cadre du traitement de cette question en particulier. En outre, ceci n'est pas un exemple isolé. Son article « Time and its Discontents » contient environ 250 références à des poètes, écrivains, philosophes, scientifiques, proverbes antiques et personnages mythologiques, et il faudrait un considérable effort de temps et de volonté au lecteur pour vérifier ces citations afin de confirmer leur adéquation avec l'argumentation de John Zerzan.
Enfin, Zerzan a également à certaines occasions cité certains auteurs pour prétendre que, par exemple, « les Bochimans peuvent voir quatre lunes de Jupiter à l’œil nu » et qu'il existe une « communication télépathique entre les !Kung en Afrique », ce qui reflète le genre des déclarations pour lesquelles les semblables de Murray Bookchin et Ted Kaczynski ont critiqué la lecture par Zerzan des preuves anthropologiques, la considérant comme romancée, ignorant par exemple l'existence de cruauté envers les animaux chez les Ituri. Les débats académiques quant aux affirmations des auteurs cités par Zerzan, comme les débats sur le nombre d'heures que passent les cueilleurs dans des activités socialement nécessaires et le fait de savoir s'ils souffrent de famine ont été réfractés, altérant le contenu, dans les débats à propos des écrits de John Zerzan,.
Dans l'article – la vérité au sujet de la vie primitive – produit après son arrestation, Theodore Kaczynski analyse les écrits et les thèses des anarcho-primitivistes qu'il juge ainsi :
- Le mythe du progrès n'est peut-être pas encore mort mais il est en train de mourir. Un autre mythe prend progressivement sa place, un mythe propagé surtout par les anarchoprimitivistes mais qui se répand également au sein d'autres mouvements. Si l'on en croit ce mythe, avant la civilisation, personne n'avait besoin de travailler, il suffisait de cueillir sa nourriture dans les arbres, la mettre dans sa bouche et passer le reste du temps à se divertir. Il n'y avait pas de différence entre les hommes et les femmes, il n'y avait ni maladie, ni compétition, ni racisme, ni sexisme ou homophobie, les gens vivaient en harmonie avec les animaux et tout était amour, partage et coopération.
- De l'avis général, ce qui précède est une caricature de la vision des anarchoprimitivistes. La plupart d'entre eux – du moins je l'espère – ne sont pas à ce point déconnecté de la réalité. Ils en sont toutefois très éloignés et il est grand temps que quelqu'un dénonce leur mythe[33].

De même Theodore Kaczynski analyse les pages qu'il a pu récupérer de Futur Primitif de Zerzan, tout en essayant de correspondre avec lui, et il finit par juger :
- Il (Zerzan) a pourtant réussi à faire l'impasse sur tout ce qui pouvait dans ces livres contredire sa théorie. Puisque Zerzan s'est largement documenté sur les sociétés de chasseurs-cueilleurs, et puisque les Aborigènes australiens sont parmi les plus connus des chasseurs-cueilleurs, je n'arrive pas à croire qu'il n'est jamais tombé sur un compte rendu des mauvais traitements infligés aux femmes par des Australiens. Pourtant il n'a jamais fait allusion à de tels rapports – même pas dans le but de les réfuter.
- On ne doit pas nécessairement supposer qu'il y a malhonnêteté consciente chez Zerzan. Comme le disait Nietzsche : « Le mensonge le plus courant est celui que l'on se fait à soi-même; mentir aux autres est plutôt l'exception. ». En d'autres termes, on se trompe soi-même avant de tromper les autres. Un élément important à prendre ici en compte est bien connu des propagandistes professionnels : les gens ont tendance à refouler – ils ne les perçoivent pas ou ils les oublient – les informations qu'ils trouvent embarrassantes[36].

#### Idéalisation des "communautés primitives" et du passé paléolithique
Plusieurs critiques scientifiques des travaux de l'anarcho-primitiviste John Zerzan ont pu être effectué vis-à-vis de la vision de ce dernier sur les communautés du paléolithique ou des communautés "primitives" actuelles.
Pour contrer face à l'aliénation qu'a engendré la révolution néolithique (sédentarisation, de l’agriculture, de l’élevage, mais aussi la naissance de l’écriture), à la base de la civilisation en tant que telle, Zerzan propose une contre-révolution, abolissant de manière radicale ses éléments : technologie, agriculture, mais aussi langage, revenant au niveau civilisationnel paléolithique. Zerzan présente dans son texte Futur primitif son idéal anthropologique : l’homme paléolithique. Le sociologue Matthijs Gardenier précise que les propos de Zerzan sont invalidés par les apports de l’anthropologie préhistorique, et sert à mise en scène de récits à caractère mythique.
La thèse principale de Zerzan est que la société paléolithique était une "société équilibrée". Celle-ci ne ressentait pas la nécessité de bouger ou de changer, et ce jusqu’à ce que des formes de perturbation et la classe dominante masculine, capitaliste et technologiste, ne parviennent à faire basculer tout cela dans la révolution néolithique. Il y a 3 inspirations principales des thèses de Futur primitif :
-Une idéalisation du communisme primitif décrit par Engels dans L’origine de la famille, de la propriété privée et de l’État. Les travaux de l'anthropologue marxiste Christophe Darmangeat, s'appuyant sur les recherches les plus récentes en anthropologie, remettent en cause l’évolutionnisme de Morgan sur lequel s’appuie Engels, et par conséquent les idées de Zerzan.
-La présence du mythe de l’âge d’or. Ici l’âge d’or serait le paléolithique, sans sédentarité, ni agriculture, ni élevage.
-La thèse du matriarcat primitif : en se basant sur la statuaire (divinités fertiles), la société aurait été matriarcale, et ce serait le néolithique qui aurait fait basculer la société dans le patriarcat. Cette thèse, qui rencontra un vif succès dans les années 1970 dans le monde de l’anthropologie, semble n’être étayée par aucun élément factuel, comme le rappelle Darmangeat dans son ouvrage Le communisme primitif n’est plus ce qu’il était.
Plus l’homme évolue vers sa forme "moderne", plus les éléments montrant l’existence de ce que Zerzan nomme "aliénation" (pratiques artistiques et religieuses, langage articulé, sens du temps et du projet, etc.) deviennent visibles. Zerzan se tourne ainsi vers les moments les plus archaïques de l’évolution humaine. Les Néandertaliens (300 000 à 400 000 ans) lui paraissent un peu trop "cultivés". Il ira donc chercher ses exemples de préférence chez les tous premiers humains, notamment chez Homo habilis.
Par ailleurs est aussi présente l’idée néo-malthusienne selon laquelle la solution passe par une diminution drastique de la population afin de permettre le retour à un mode de production basé sur la cueillette. Les critiques de cette idée notent que l’indétermination en termes de moyens dans la proposition de réduction de la population pourrait dissimuler des projets génocidaires.
Selon Zerzan, le paléolithique est le « passé idéal ». Celui-ci est décrit comme « sans travail », « sans exploitation de la nature », une époque où règne « une considérable autonomie et égalité des genres » et l’« absence de violence organisée ». Matthijs Gardenier note que cette description du paléolithique n’est pas forcément corroborée par les faits.
Selon Matthijs Gardenier, de manière plus globale, Zerzan s’appuie sur une vision relativement tronquée de l’archéologie. John Zerzan fait un recours aux sciences sociales pour justifier l’idéal anthropologique développé, même leur caractère factuel est très discutable en regard de l’état de l’art en anthropologie.
La pertinence, la rigueur et la méthodologie des travaux de Zerzan sont souvent remis en cause.

### Ouvrages originaux en anglais
- Elements of Refusal. Left Bank Books, 1988; 2d édition, C.A.L. Press, 1999.
- Questioning Technology (co-edited with Alice Carnes). Freedom Press, 1988; 2d édition, New Society, 1991,  (ISBN 978-0-900384-44-8)
- Future Primitive. Autonomedia, 1994.
- Against Civilization (editor). Uncivilized Books, 1999; Expanded édition, Feral House, 2005.
- Running On Emptiness. Feral House, 2002.
- Twilight of the Machines. Feral House, 2008.
- Origins: A John Zerzan Reader. Joint publication of FC Press and Black and Green Press, 2010.
- Origins of the 1%: The Bronze Age pamphlet. Left Bank Books, 2012.

### Ouvrages traduits en français
- Futur primitif [« Future Primitive »], L'Insomniaque, coll. « A Couteaux Tirés », 1998, 96 p. (ISBN 978-2-908744-68-2)
- Aux sources de l'aliénation [« Elements of Refusal »], L'Insomniaque, 1999, 127 p. (ISBN 978-2-908744-41-5)